# Number 1, 1950 (Lavender Mist)
Number 1, 1950 (Lavender Mist) est un tableau réalisé par le peintre américain Jackson Pollock en 1950. Cette huile, émail et aluminium sur toile est conservée à la National Gallery of Art, à Washington.

## Postérité
Le tableau fait partie des « 105 œuvres décisives de la peinture occidentale » constituant le musée imaginaire de Michel Butor.